# Vera Jordanova
Vera Jordanova (Helsinki, 28 de agosto de 1975) es una actriz y modelo nacida en Finlandia, reconocida por su papel en la película Hostel 2 de 2007.

## Biografía
Jordanova nació en Helsinki, hija de padres búlgaros. Aprendió varios idiomas antes de iniciarse en el mundo del modelaje. Como modelo ha realizado campañas en ciudades como Milán, París, Hamburgo, Ciudad del Cabo, Barcelona, Los Ángeles y Nueva York, donde reside desde hace algunos años.

## Carrera
Jordanova ha aparecido en cantidad de portadas de revistas finlandesas y de otras partes de Europa. Ha trabajado con el reconocido fotógrafo Gilles Bensimon. Apareció en el calendario de 2006 de la revista Maxim y en otras ediciones de las revistas FHM y Esquire.
Su carrera como actriz inició igualmente en Finlandia, donde empezó realizando papeles secundarios en series de televisión de ese país. Su debut en el cine internacional se presentó en el 2007 en la película Hostal II, dirigida por Eli Roth, encarnando a Axelle, una misteriosa mujer encargada de conseguir víctimas para que sean ejecutadas en una fábrica abandonada en Eslovaquia.
En el 2014 Vera publicó un libro de cocina titulado Don’t Miss a Bite: Stories and Flavors from around the World, donde incluye 100 recetas de diversas partes del mundo.

## Filmografía
| Año  | Película                   | Rol             |
| ---- | -------------------------- | --------------- |
| 1993 | Harjunpää ja kiusantekijät | Modelo          |
| 2007 | Hostel 2                   | Axelle Rassimov |

## Televisión
| Año       | Programa                    | Rol             |
| --------- | --------------------------- | --------------- |
| 1994      | Venla Gaala 1993            | Ella misma      |
| 1998–1999 | Tähtitehdas                 | Minkki Karvonen |
| 1998      | Maailman pisin talk show    | Ella misma      |
| 1999–2001 | Joonas Hytönen show         | Ella misma      |
| 2000      | Isänmaan toivot             | Novia de Vellu  |
| 2006      | Blow Out                    | Ella misma      |
| 2007      | Up Close with Carrie Keagan | Ella misma      |

## Publicaciones
- Don't Miss a Bite: Stories and Flavors from around the World. Helsinki: WSOY. 2014.